# Vinz Vonlanthen
Vinz Vonlanthen (* 7. Februar 1959 in Bern; † 15. Mai 2024) war ein Schweizer Jazz- und Improvisationsmusiker (Gitarre, Komposition).

## Leben und Wirken
Vonlanthen wollte als Kind zunächst Schlagzeug spielen und nutzte die Gitarre daher auch sehr perkussiv. Beeinflusst von Rockmusik und Fusion absolvierte er einen Berufsschulabschluss als Musiker an der Swiss Jazz School. Zeitweise lebte er in Brasilien und ein Jahr in Ghana und beschäftigte sich mit der Musik dieser Länder und afrikanischer Perkussion. In Ghana tourte er mit dem Sänger Blay Ambolley.
Zwischen 1984 und 1994 war Vonlanthen in Mitteleuropa mit Bänz Oester und Gilbert Paeffgen im Free-Funk-Trio Aventure Dupont erfolgreich unterwegs. Bei längeren Aufenthalten in Paris kam es zu Sessions mit Steve Grossman, Oliver Johnson und Alby Cullaz. In seiner Gruppe Paris Connection arbeiteten Marc Bertaux, Jef Sicard, Nenê, Bobby Rangell und Étienne M’Bappé. Weiterhin gehörte er zu Oesters Snow of Tomorrow, zum Trio von Yves Massy und zum Box Room Orchestra um Jacques Demierre und Olivier Magnenat. Auch begleitete er den Sänger Jean Bart. In seiner Band Urban Safari spielten zuletzt Hans Koch, Bänz Oester und Olivier Clerc. 2005 legte er mit [Oeil] ein Album für Gitarre solo vor. Weiterhin ist er auf Alben von George Robert zu hören und arbeitete mit Barry Guy, Gerry Hemingway, Sylvie Courvoisier, Jacques Demierre, Joke Lanz, Michel Wintsch, Adama Dramé, Roberto Viscaino und Kenny Wheeler.
Zudem wirkte Vonlanthen als Komponist und Interpret von Theatermusik beim internationalen Theaterspektakel 1990 in Bern. Er unterrichtete an der Jazzschule St. Gallen, an der Haute École de Musique de Lausanne und der École de jazz professionnelle de Genève.

## Diskographische Hinweise
- Urban Safari: Telegram from Mars (Unit Records 1998, mit Yves Cerf, Bänz Oester)
- Georg Hofmann’s Extensions Featuring Christoph Baumann & Vinz Vonlanthen: Sit Back and Relax (Altrisuoni 2002)
- Christophe Berthet & Vinz Vonlanthen: Effet Papillon (2002)
- [Oeil] (Leo Records 2005)
- Beuret, Koch, Vonlanthen: Synopsis (Altrisuoni 2009)
- Antoine Lang, Rodolphe Loubatiere, Vinz Vonlanthen: Vll678 (Leo Records 2010)
- Christophe Berthet, Vinz Vonlanthen, Cyril Bondi: Silo (Leo Records 2012)
- VIP: Pierre Audétat, Vinz Vonlanthen: Walking Contradiction (Leo Records 2017)
- No Man’s Land (2019)